# Aderito Raul Fernandes
Aderito Raul Fernandes (sinh ngày 15 tháng 5 năm 1997), là một cầu thủ bóng đá thi đấu ở vị trí thủ môn cho Đội tuyển bóng đá quốc gia Đông Timor.

## Sự nghiệp quốc tế
Aderito có màn ra mắt quốc tế trong thất bại 8-0 trước Đội tuyển bóng đá quốc gia Các Tiểu vương quốc Ả Rập Thống nhất ở Vòng loại giải vô địch bóng đá thế giới 2018 vào ngày 12 tháng 11 năm 2015.